# Aleksandr Jegorow
Aleksandr Iljicz Jegorow (ros. Александр Ильич Егоров; ur. 10 października?/22 października 1883 w Buzułuku, zm. 23 lutego 1939 w Moskwie) – radziecki dowódca wojskowy, marszałek Związku Radzieckiego, jeden z pierwszych wojskowych, którym w 1935 r. nadano ten stopień. Ofiara masowej czystki w Armii Czerwonej, przeprowadzonej w okresie wielkiego terroru.

## Życiorys

### Młodość. Służba w armii Imperium Rosyjskiego
Pochodził ze średniozamożnej rodziny mieszczańskiej. Był najmłodszym synem Ilji Fedorowicza i Marii Iwanowny Jegorowów. W 1901, po ukończeniu sześciu klas gimnazjum klasycznego w Samarze, wstąpił do wojska jako ochotnik. Ukończył Kazańską Szkołę Junkrów w 1905, po której został skierowany na Zakaukazie, gdzie razem ze swoją jednostką brał udział w tłumieniu wystąpień rewolucyjnych w Tyflisie, Baku oraz Gori. Za swój udział w pacyfikacji protestów 1905 r. otrzymał order Świętego Stanisława III klasy. Ten element swojej biografii Jegorow starannie ukrywał w życiorysach, jakie sporządzał następnie jako członek partii, fałszował również datę urodzenia. Bolszewiccy przywódcy, łącznie ze Stalinem, doskonale jednak o tych faktach wiedzieli.
Uczestnik I wojny światowej. W czasie wojny walczył jako dowódca kompanii i batalionu 132 Benderskiego pułku piechoty w stopniu podpułkownika. Trzykrotnie był kontuzjowany, dwukrotnie – ciężko ranny. Został odznaczony Honorową Bronią Świętego Jerzego. W listopadzie 1917 pułkownik armii rosyjskiej (decyzję o awansie otrzymał 9 listopada, już po rewolucji).

### Wojna domowa w Rosji i wojna polsko-bolszewicka
W 1917, w nadziei na dalszy rozwój kariery wojskowej, związał się z lewicowymi eserowcami, z którymi zerwał w lecie 1918 po ich nieudanym buncie przeciwko władzom bolszewickim. W 1918 wstąpił do tworzonej Armii Czerwonej, w lipcu 1918 r. został również członkiem WKP (b). W 1918 przewodniczył komisji weryfikacji oficerów do tworzonej Armii Czerwonej, w której organizacji uczestniczył, i był komisarzem jej sztabu generalnego.
Jako jeden z nielicznych na tym etapie byłych carskich oficerów, którzy cieszyli się zaufaniem bolszewickiego kierownictwa, został skierowany na Front Południowy (następnie Południowo-Zachodni). Od sierpnia 1918 dowodził odcinkiem Bałaszow – Kamyszyn (od października 9 Armia), gdzie tworzył regularne oddziały z nieregularnych formacji czerwonych. 26 grudnia 1918 r. zastąpił Klimienta Woroszyłowa na stanowisku dowódcy 10 Armii, broniącej Carycyna. W marcu 1919 r. miał pod swoją komendą 23 tys. żołnierzy, na czele których przeprowadził ofensywę wzdłuż linii kolejowej z Carycyna do stanicy Wielikokniażeskiej. Marsz 10 Armii został zatrzymany przez siły Konstantina Mamontowa na bagnistych obszarach między Salem i Manyczem, jednak przewaga liczebna czerwonych dawała im szanse dalszego marszu w stronę Batajska i Tichorieckiej.
Od lipca 1919 r. dowodził 14 Armią, walczącą na wschodniej Ukrainie. Jesienią 1919 r. w miejsce Władimira Gittisa przejął dowództwo nad całym Frontem Południowym w obliczu zagrożenia, jakie stanowiła dla rządów bolszewików ofensywa Sił Zbrojnych Południa Rosji na Moskwę pod dowództwem Antona Denikina. Z powodzeniem walczył przeciwko siłom Denikina; w październiku 1919 r. podległe mu siły zdobyły Orzeł, a wspólnie z wojskami Frontu Południowo-Wschodniego Wasilija Szorina opanowały Woroneż, przekroczyły Don, a następnie wyparły białych z Rostowa nad Donem i Nowoczerkaska. Po tych wydarzenia biali ostatecznie stracili inicjatywę w wojnie domowej.

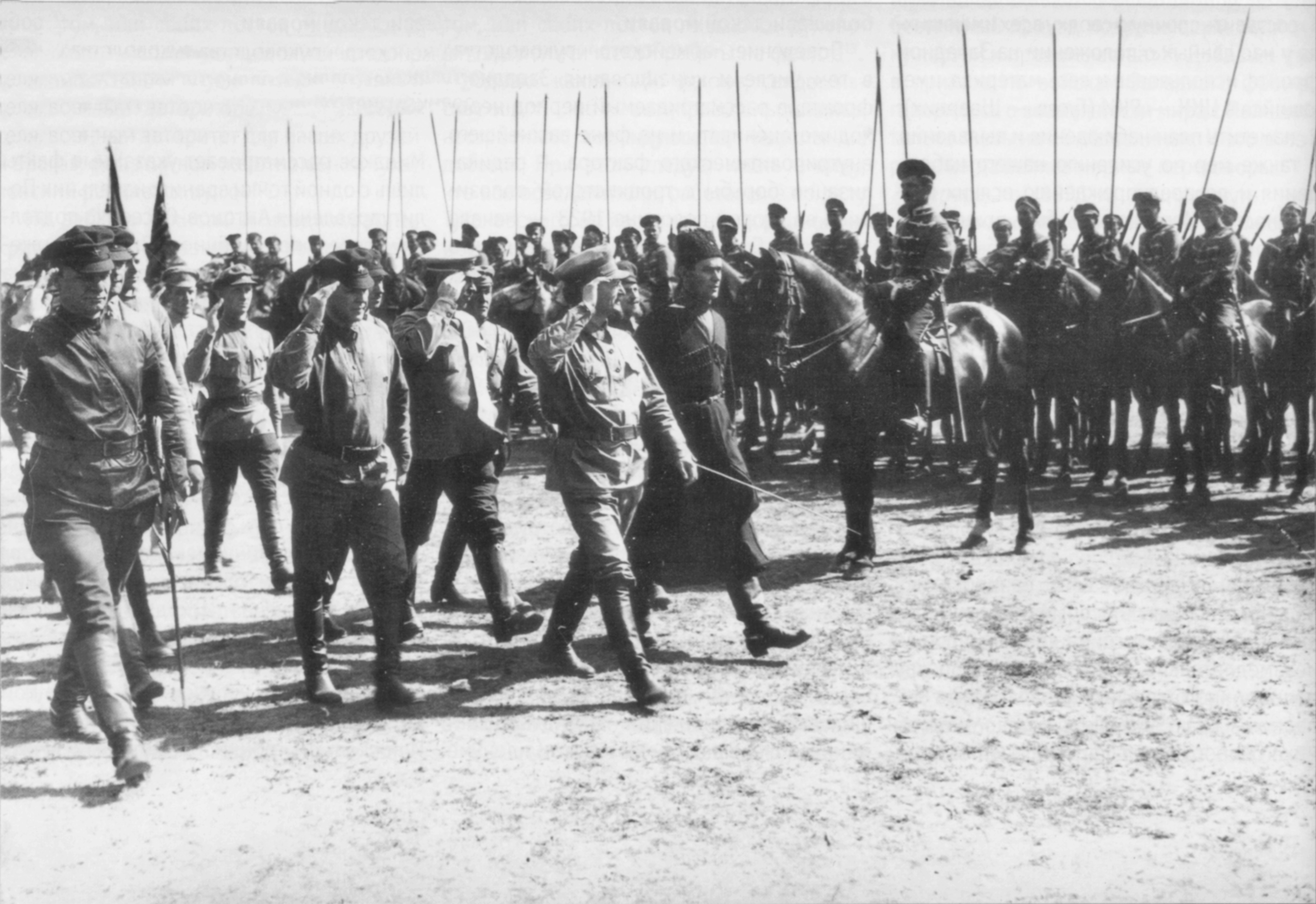
Aleksandr Jegorow (pierwszy z lewej) podczas przyjmowanej przez Lwa Trockiego parady czerwonych oddziałów w Charkowie (wiosna 1919 r.)

Od stycznia – grudnia 1920 dowódca Frontu Południowo-Zachodniego w czasie wojny polsko-bolszewickiej (8 Armia, 12 Armia, 13 Armia, 14 Armia) z komisarzem frontu Józefem Stalinem, którego zastępcą był Jan Bierzin. Początkowo podległe mu siły odniosły szereg sukcesów, m.in. odbijając z rąk Polaków Kijów i zbliżając się do Lwowa. Następnie jednak Jegorow, lekceważąc rozkazy naczelnego dowództwa, uległ sugestiom Stalina i nie skierował sił Armii Konnej Siemiona Budionnego na pomoc Frontowi Zachodniemu, co przesądziło o klęsce bolszewików w bitwie warszawskiej, a w konsekwencji – w całej wojnie.  Od grudnia 1920 dowódca Kijowskiego, a od kwietnia 1921– Piotrogrodzkiego Okręgu Wojskowego.
Aleksandr Jegorow był jednym z najbardziej utalentowanych dowódców czerwonych podczas wojny domowej.

### Dalsza kariera wojskowa w ZSRR
Jego dalszą karierę w latach 20. ułatwiły dobre relacje ze Stalinem, którego poznał w trakcie obrony Carycyna. Obaj mężczyźni uchodzili za przyjaciół, ich rodziny wspólnie spędzały wakacje. W rzeczywistości Stalin nigdy nie ufał Jegorowowi; uważał, iż ten nigdy nie został dobrym komunistą i zbierał w prywatnym archiwum kompromitujące go materiały (w tym kolejne, „poprawione”, wersje życiorysu).
Od lutego 1922 Aleksandr Jegorow dowodził Armią Kaukaską, a od maja 1924 – Wojskami Ukrainy i Krymu. W latach 1925–1926 attaché wojskowy w Chinach. Od 1927 dowódca Białoruskiego Okręgu Wojskowego. Od 1931 szef Sztabu Robotniczo–Chłopskiej Armii Czerwonej, a od 1935 szef Sztabu Generalnego. W 1935 r. został jednym z pierwszych pięciu radzieckich dowódców promowanych na stopień marszałka Związku Radzieckiego.

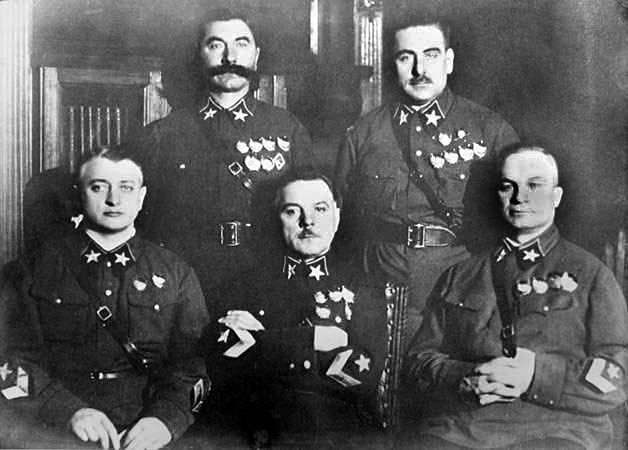
Pierwsi marszałkowie Związku Radzieckiego: Siemion Budionny, Wasilij Blücher (stoją), Michaił Tuchaczewski, Klimient Woroszyłow i Aleksandr Jegorow (od lewej, siedzą)

W latach 1937–1938 I zastępca komisarza obrony, powołany na miejsce aresztowanego, a następnie rozstrzelanego Michaiła Tuchaczewskiego, wcześniej zresztą poparł wykluczenie z partii zarówno jego, jak i komandarmów Iony Jakira oraz Ijeronima Uborewicza.
W styczniu 1938 r., pół roku od rozpoczęcia czystki w Armii Czerwonej, Politbiuro WKP (b) negatywnie oceniło dotychczasową pracę Jegorowa, zarzucając mu organizowanie pracy sztabu generalnego „w sposób wyjątkowo niezadowalający” i to, iż miał wiedzę o spisku zorganizowanym przez innych wysokich oficerów. 4 lutego odwołano go z dotychczasowej funkcji, powierzając mu dowodzenie drugorzędnym Zakaukaskim Okręgiem Wojskowym. W zasadzie jego los był już w tym momencie przesądzony.

### Aresztowanie i śmierć
Do zatrzymania i egzekucji Jegorowa dążyli komisarz spraw wojskowych Woroszyłow oraz szef NKWD Nikołaj Jeżow. Wcześniej, na początku miesiąca, został pozbawiony statusu kandydata na członka komitetu centralnego WKP (b). Przeciwko Jegorowowi donosy złożyli kombryg Żygur, wykładowca Akademii Sztabu Generalnego, oficerowie Fiodor Sudakow oraz Kazanow, a wreszcie Jefim Szczadienko, który w grudniu 1937 r. doniósł Woroszyłowowi, iż wicekomisarz ubolewał nad przesadnym podkreślaniem roli Stalina i Woroszyłowa w wojnie domowej, przy równoczesnym deprecjonowaniu jego własnych zasług. Ponadto Jegorowa obciążali swoimi wymuszonymi zeznaniami już aresztowani oficerowie. Jegorowa oskarżono wreszcie o to, że jego żona Galina Cieszkowska, Polka z pochodzenia, szpieguje na rzecz Polski i współpracuje z ambasadą RP. Podstawą tych oskarżeń były jej wizyty na rautach w ambasadzie.
21 lutego 1938 r. Jegorow na wezwanie Woroszyłowa przybył do Moskwy. Został umieszczony początkowo w areszcie domowym w Sosnach pod Moskwą, a następnie w wojskowym domu wypoczynkowym w Archangielskoje. Próbował prosić Stalina i Woroszyłowa o łaskę, przypominając o swojej współpracy z nimi podczas wojny domowej. Aresztowany przez NKWD 28 kwietnia 1938, według Wieczorkiewicza i N. Czeruszowa już 8 marca.
Marszałek został oskarżony o przygotowywaniu spisku przeciwko Stalinowi jeszcze w okresie wojny domowej, próbę udaremnienia planu rozgromienia wojsk Denikina, utworzenie "prawicowej organizacji terrorystycznej" razem z Rykowem, Bubnowem, Tuchaczewskim i Gamarnikiem, a także szpiegostwo na rzecz Niemiec i Polski. Od początku przyznawał się do wszystkiego, widząc w tym jedyną szansę na ocalenie życia. Dzięki temu nie był w śledztwie bity ani torturowany. Obciążył kolejnych wskazanych mu 60 oficerów, którzy byli następnie represjonowani.
28 lipca 1938 r. jego nazwisko znalazło się na sporządzonej przez Jeżowa liście 139 nazwisk oficerów oraz działaczy partyjnych i państwowych, którzy mieli zostać natychmiast rozstrzelani, wtedy jednak Stalin wykreślił Jegorowa – jako jedynego – z listy. Ostatecznie został 22 lutego 1939 skazany na śmierć przez Kolegium Wojskowe Sądu Najwyższego ZSRR z zarzutu o szpiegostwo, udział w organizacji kontrrewolucyjnej i przygotowaniu aktu terrorystycznego i następnego dnia stracony. Skremowany w krematorium na Cmentarzu Dońskim, pochowany anonimowo.
Zrehabilitowany po XX Zjeździe KPZR, postanowieniem Kolegium Wojskowego SN ZSRR 14 marca 1956 r.
Wydał książkę o wojnie 1920 pt. Lwow – Warszawa 1920. Wzaimodiejstwie frontow (1929), w której dowodził, iż to nie jego decyzje przesądziły o klęsce Armii Czerwonej pod Warszawą i że odpowiedzialność za nią spada na Michaiła Tuchaczewskiego i Siergieja Kamieniewa. Opublikował także Razgrom Denikina 1919 (1931).
Jego druga żona Galina Cieszkowska została również aresztowana podczas wielkiej czystki i stracona jeszcze przed mężem, 28 sierpnia 1938 r. Nie represjonowano, prawdopodobnie z uwagi na uległą postawę ojca podczas śledztwa, jego starszej córki Tatiany. Młodsza, Antonina, trafiła do domu dziecka.

## Odznaczenia[3]
- Order Czerwonego Sztandaru – czterokrotnie (1919, 1921, 1924, 1928)
- rewolucyjna broń honorowa (1921)
- Order Czerwonego Sztandaru Azerbejdżańskiej SRR (1922)
- Order Czerwonego Sztandaru Gruzińskiej SRR (1924)
- Medal jubileuszowy „XX lat Robotniczo-Chłopskiej Armii Czerwonej”
- Order Świętego Włodzimierza 4 klasy
- Order Świętej Anny 2, 3 i 4 klasy
- Order Świętego Stanisława 2 i 3 klasy
- Order Czerwonego Sztandaru (Mongolia)